# Hem-Lenglet
 Hem-Lenglet  es una población y comuna francesa, en la región de Norte-Paso de Calais, departamento de Norte, en el distrito de Cambrai y cantón de Cambrai-Ouest.

## Demografía
| 555 | 577 | 556 | 466 | 462 | 470 |
| Para los censos de 1962 a 1999 la población legal corresponde a la población sin duplicidades (Fuente: INSEE [Consultar]) |     |     |     |     |     |